# Pauluskirche (Darmstadt)

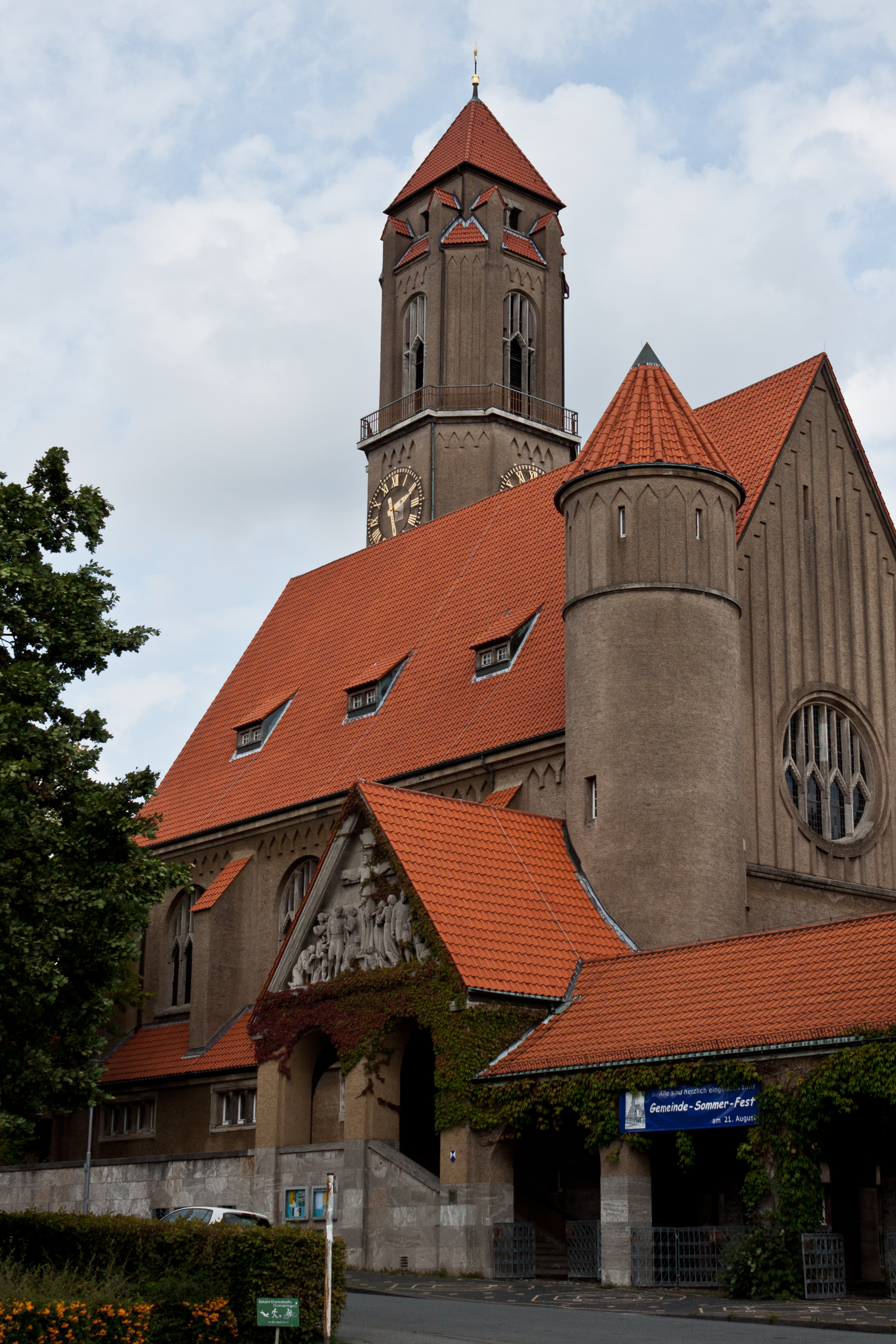
Ansicht von Südwesten

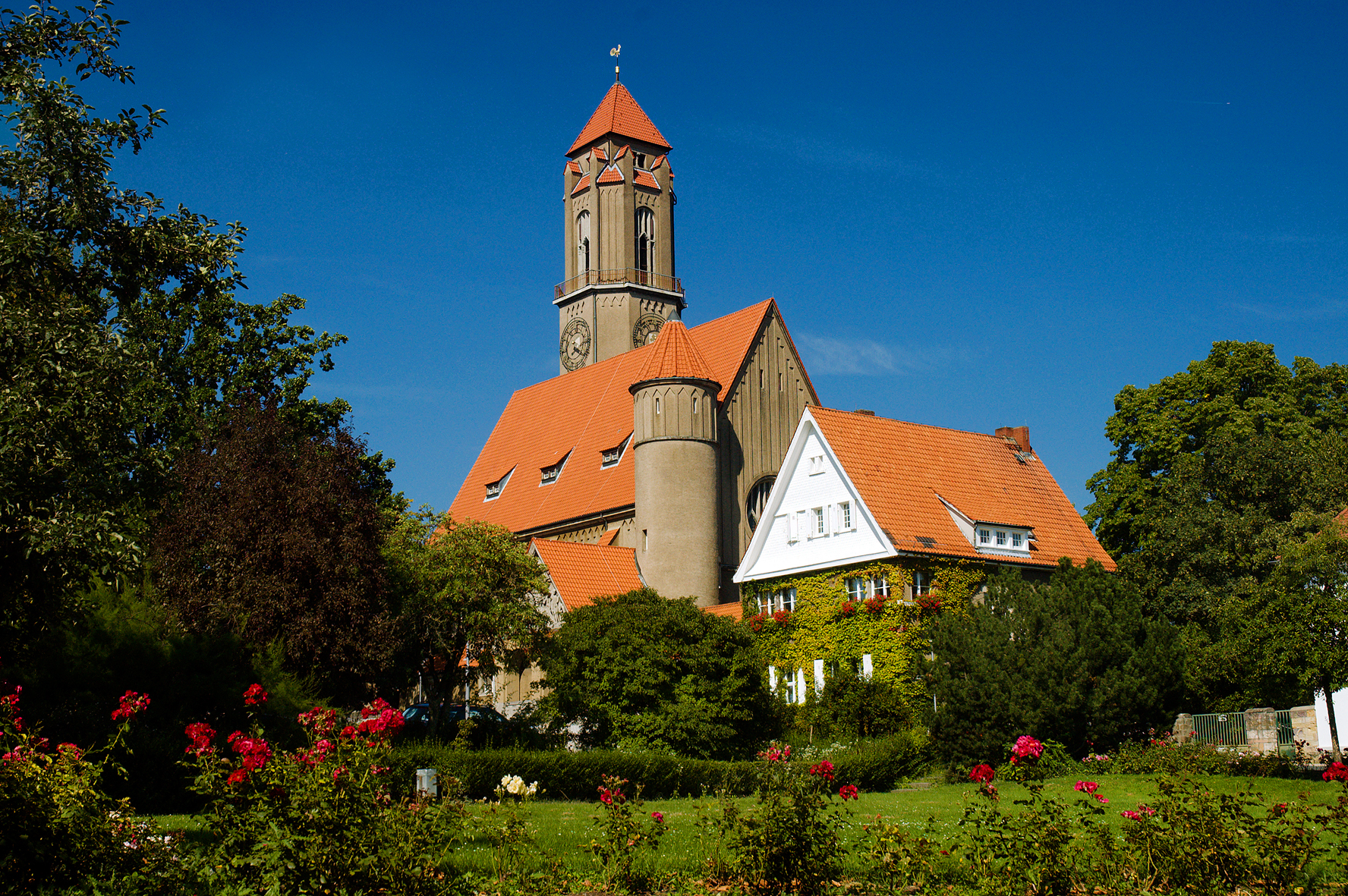
Ansicht von Südwesten

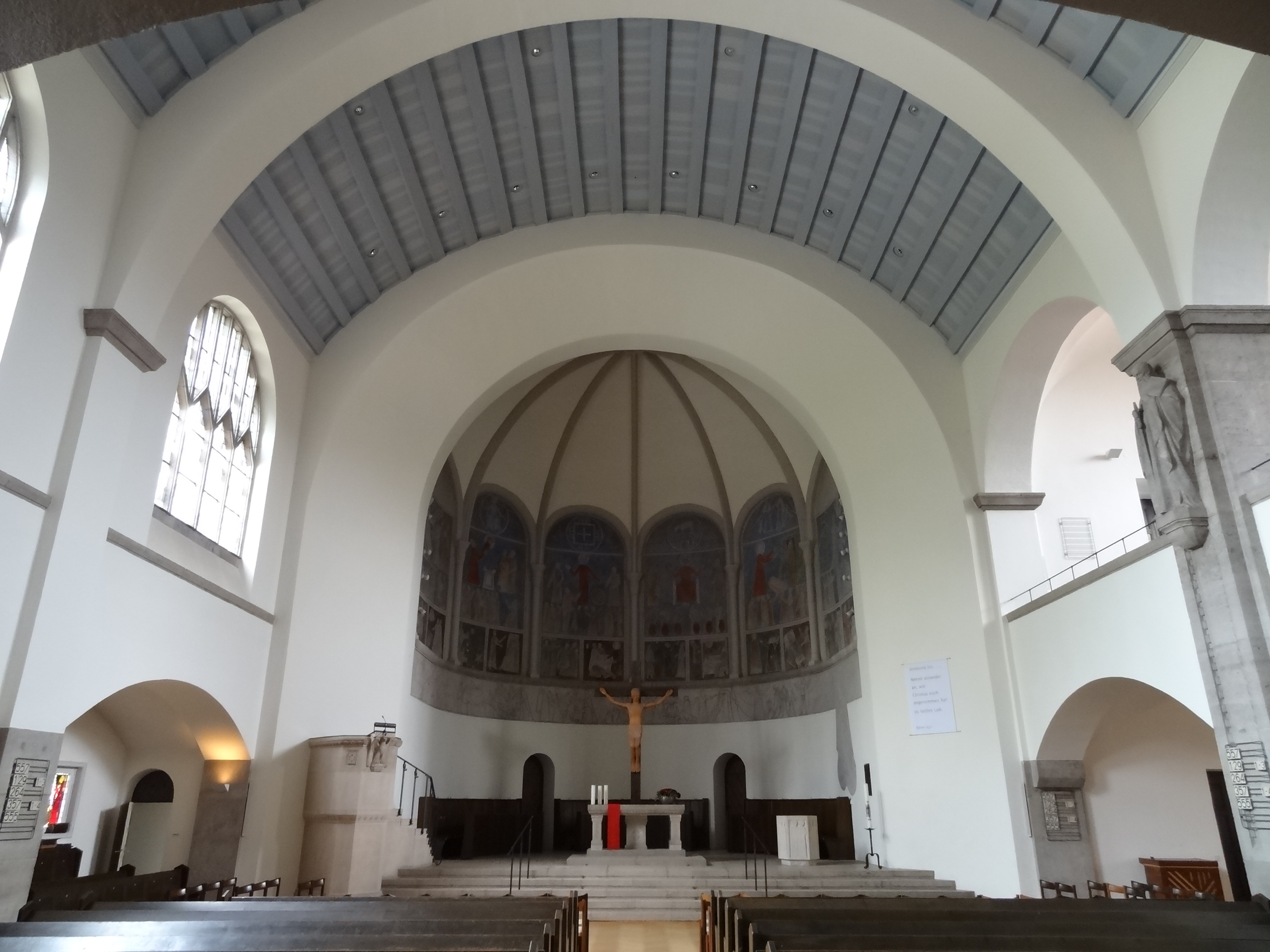
Pauluskirche, Blick nach Norden

Die Pauluskirche ist eine evangelische Kirche in Darmstadt. Sie wurde in den Jahren 1905–1907 nach Entwürfen des Architekten und Professors für Städte- und Kirchenbau Friedrich Pützer errichtet.
Die Kirche liegt gegenüber der ehemaligen Landeshypothekenbank, dem Verwaltungssitz der Evangelischen Kirche in Hessen und Nassau (EKHN) am Paulusplatz. Sie gehört zu den wichtigen Predigtstätten der EKHN, neben der Katharinenkirche in Frankfurt am Main, der Marktkirche in Wiesbaden und der Christuskirche in Mainz.

## Geschichte
Im Jahre 1900 plante Friedrich Pützer im Auftrag der Stadt Darmstadt ein neues Villengebiet im Südosten der Stadt mit der Landeshypothekenbank, heute Sitz der Kirchenverwaltung der Evangelischen Kirche in Hessen und Nassau, und der Pauluskirche als größeren Bauten am Paulusplatz. Pützer erhielt 1904 den Auftrag zur Planung der Pauluskirche mit Pfarr- und Küsterhaus. Am 31. Oktober 1905 wurde der Grundstein gelegt und am 29. September 1907 das Gotteshaus eingeweiht. Bei einem Luftangriff in der Nacht vom 11. auf den 12. September 1944 wurde die Kirche schwer beschädigt und nach 1945 äußerlich originalgetreu wieder aufgebaut.

## Architektur
Die Pauluskirche ist im Stil der Reformarchitektur konzipiert. Formen wie der Burgenbau, aber auch Elemente aus dem romanischen und gotischen Kirchenbau beinhaltet der traditionalistische Stil. Pützer wählte für die Fassade einen naturbraunen Rauputz und einen stark strukturierten Falzziegel für die Bedachung. Den Innenraum zierte ursprünglich geometrischer Jugendstildekor mit Malereien und passenden Leuchtern. Die Tore sind im geometrischen Jugendstil gestaltet. Das große Relief im Giebel über dem Kircheneingang stammt von Robert Cauer. Die Figur des Apostels Paulus am Hauptpfeiler der Ostseite schuf Augusto Varnesi.
Der Kircheninnenraum war nach dem Wiesbadener Programm mit dem Kanzelaltar im Zentrum konzipiert und mit geometrischem Jugendstildekor ausgemalt. Gewandelte theologische Vorstellungen führten beim Wiederaufbau zu einer völligen Neugestaltung des Innenraumes. Kanzel und Altar wurden voneinander getrennt und der Altar in den Chorraum sowie die Kanzel vorne links an den Triumphbogen im Kirchenschiff versetzt. 1960 gestaltete der Künstler Helmuth Uhrig den Chorraum mit einem biblischen Freskenzyklus.
Der Kirchturm ist 58 Meter hoch. Die Kirche hat 1100 Sitzplätze.

## Orgeln

### Hauptorgel

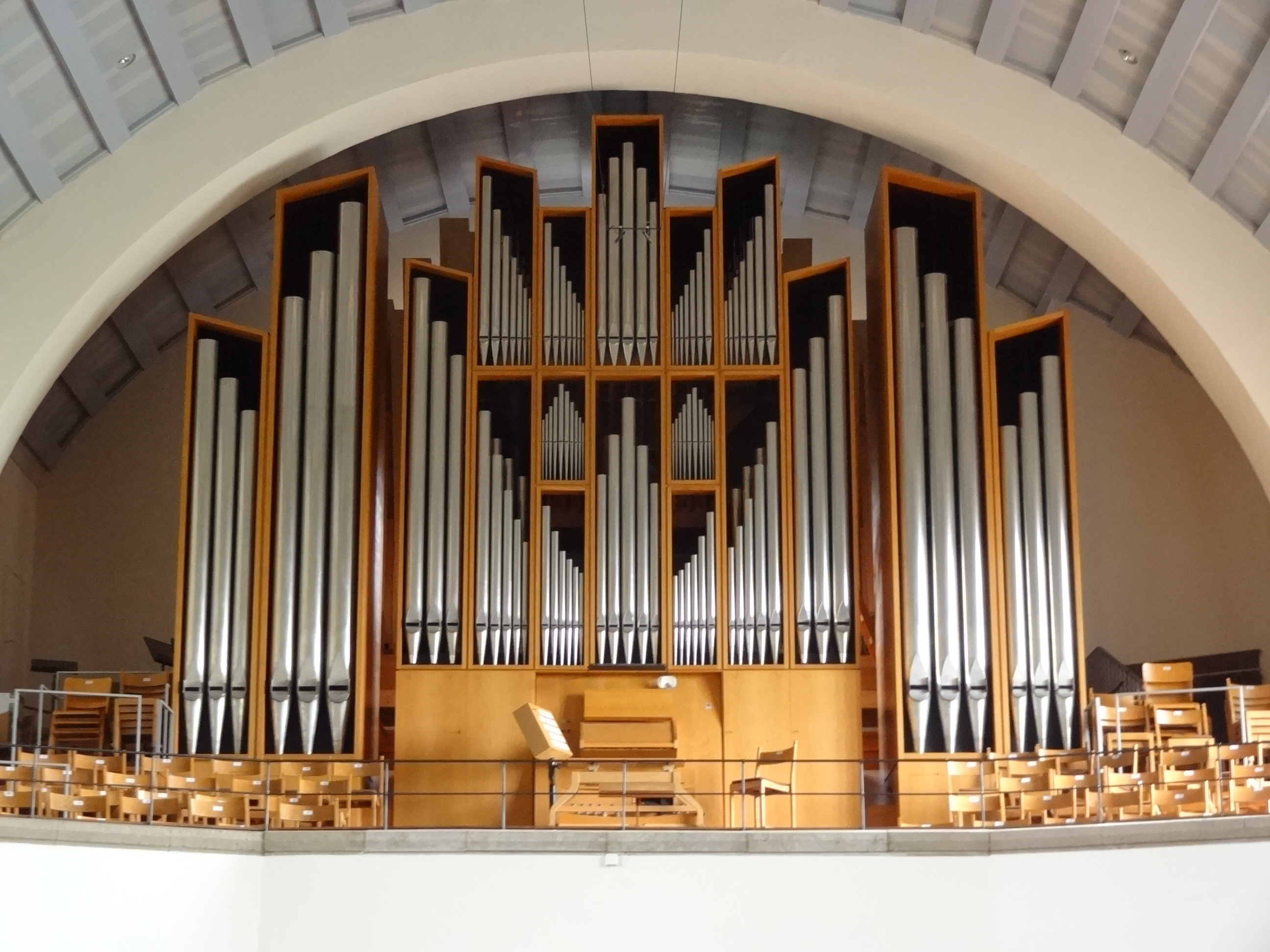
Schuke-Orgel

Die erste Orgel baute die Firma Steinmeyer. Sie hatte 35 Register und stand im Chorraum. Beim Wiederaufbau der Kirche wurde ein provisorisches Instrument der Firma Walcker gewählt.
1969 wurde von der Orgelbaufirma Karl Schuke Berliner Orgelbauwerkstatt das heutige Instrument auf der Empore erbaut. Es hat 4514 Pfeifen in 56 Registern auf vier Manualen und Pedal. Somit handelt es sich bei diesem Instrument um die größte Orgel Darmstadts. Die Spieltraktur ist mechanisch, die Registertraktur ist elektrisch. Die Orgel wurde 2013 nachträglich mit einem Registercrescendo sowie mit einer elektronischen Setzeranlage ausgestattet. Zugleich wurden 2 Register in 32′-Lage und ein 16′-Subbaß im Pedal ergänzt sowie die Orgel umfangreich generalüberholt.
Die Orgel zeichnet sich durch eine selbst für ihre Erbauungszeit sehr steile Disposition aus. Sie besitzt in jedem Werk als Klangkrone zwei verschiedene Mixturen, aber in Relation zu ihrer Größe wenige Grundstimmen in 8′- und 4′-Lage. Streicher und Schwebungen sind überhaupt nicht vorhanden. Doch ist das Instrument so mensuriert und intoniert, dass es ermöglicht, Orgelmusik aller Stilrichtungen überzeugend darzustellen, nicht zuletzt durch das dynamisch extrem wirkungsvolle Schwellwerk.
| I Oberwerk C–g3 |       |
| Prinzipal       | 8′    |
| Rohrflöte       | 8′    |
| Quintadena      | 8′    |
| Prinzipal       | 4′    |
| Nassat          | 2 ⁄3′ |
| Waldflöte       | 2′    |
| Sesquialtera II | 2 ⁄3′ |
| Mixtur IV–VI    |       |
| Terzcymbel III  |       |
| Dulzian         | 16′   |
| Oboe            | 8′    |
| Tremulant       |       |

| II Hauptwerk C–g3 |       |
| Prinzipal         | 16′   |
| Oktave            | 8′    |
| Oktave            | 4v    |
| Flauto in Ottava  | 4′    |
| Quinte            | 2 ⁄3′ |
| Oktave            | 2′    |
| Mixtur major V–VI |       |
| Mixtur minor IV   |       |
| Cornett V         | 8′    |
| Trompete          | 16′   |
| Trompete          | 8′    |
| Trompete          | 4′    |

| III Brustwerk C–g3 |     |
| Gedackt            | 8′  |
| Spitzflöte         | 4′  |
| Prinzipal          | 2′  |
| Tertian II         |     |
| Scharff III–V      |     |
| Rankett            | 16′ |
| Krummhorn          | 8′  |
| Tremulant          |     |

| IV Schwellwerk C–g3 |     |
| Bordun              | 16′ |
| Gedackt             | 8′  |
| Gemshorn            | 8′  |
| Prinzipal           | 4′  |
| Koppelflöte         | 4′  |
| Nachthorn           | 2′  |
| Sifflöte            | 1′  |
| Mixtur V–VI         |     |
| Scharff III         |     |
| Trompete            | 8′  |
| Trompete            | 4′  |
| Tremulant           |     |

| Pedal C–f1   |         |            |
| Untersatz    | 32′     | [ Anm. 1 ] |
| Prinzipal    | 16′     |            |
| Subbaß       | 16′     | [ Anm. 1 ] |
| Bordun       | 16′     | [ Anm. 2 ] |
| Quinte       | 10 2⁄3′ |            |
| Oktave       | 8′      |            |
| Gedackt      | 8′      |            |
| Hohlflöte    | 4′      |            |
| Nachthorn    | 2′      |            |
| Hintersatz V |         |            |
| Mixtur III   |         |            |
| Posaune      | 32′     | [ Anm. 1 ] |
| Posaune      | 16′     |            |
| Trompete     | 8′      |            |
| Trompete     | 4′      |            |

- Koppeln: IV/I (elektrisch), I/II, III/II, IV/II, IV/III, I/P, II/P (elektrisch)[Anm. 1], III/P, IV/P (elektrisch)
- Schweller III und IV
- Spielhilfen: Winddrossel IV, computergesteuerte Setzeranlage mit 9.999 Kombinationen[Anm. 1], Registercrescendo[Anm. 1]

Anmerkungen
1. 1 2 3 4 5 6  seit 2013
2. ↑  Transmission aus IV

In der Pauluskirche finden regelmäßig auch Konzerte im Rahmen des Darmstädter Orgel-Winters und Orgel-Sommers und andere Veranstaltungen statt.

### Saalorgel
Ein weiteres Instrument steht seit 1991 im Gemeindesaal unter der Pauluskirche. Diese Orgel wurde vom Darmstädter Orgelbaumeister Friedrich Eichler erbaut. Sie hat 7 Register auf einem Manual und Pedal. Spiel- und Registertrakturen sind mechanisch, alle Manualregister besitzen zwischen h und c1 geteilte Schleifen. Zuvor stand im Saal seit 1947 eine Multiplexorgel der Firma Walcker.
| Manual C–g3 |    |
| Flöte       | 8′ |
| Bourdon     | 8′ |
| Praestant   | 4′ |
| Flöte       | 4′ |
| Okave       | 2′ |
| Cymbal II   | 1′ |

| Pedal C–f1 |     |
| Subbaß     | 16′ |

Koppel I/P

## Glocken
Im Turm hängen 4 Bronzeglocken. Alle wurden 1955 von der Glockengießerei Bachert in Kochendorf gegossen.
| Nr. | Name               | Ton | Gewicht | Durchmesser | Inschrift                                      |
| --- | ------------------ | --- | ------- | ----------- | ---------------------------------------------- |
| 1   | Christusglocke     | a°  | 3680 kg | 188 cm      | +ICH BIN DAS A UND DAS O+                      |
| 2   | Paulusglocke       | c´  | 2180 kg | 158 cm      | +ICH SCHÄME MICH DES EVANGELIUM CHRISTI NICHT+ |
| 3   | Michaelsglocke     | d´  | 1540 kg | 141 cm      | +ICH LEBE, UND IHR SOLLT AUCH LEBEN+           |
| 4   | Vater-Unser-Glocke | f´  | 920 kg  | 119 cm      | +DEIN REICH KOMME !+                           |